# Salem (Lauenburgo)
Salem é um município da Alemanha, distrito de Lauenburgo, estado de Schleswig-Holstein.